# Fulton (okrug Oswego, New York)
Fulton je grad u američkoj saveznoj državi New York, okrug Oswego. Prema popisu stanovništva iz 2010. u njemu je živjelo 11.896 stanovnika.